# Saillac (Lot)
Saillac é uma comuna francesa na região administrativa de Occitânia, no departamento de Lot. Estende-se por uma área de 16,28 km². Em 2010 a comuna tinha 161 habitantes (densidade: 9,9 hab./km²).